# Grijsbruin zijdekussentje
Het grijsbruin zijdekussentje (Dianema depressum) is een fungoïde protist die behoort tot de familie Dianematidae. Het groeit saprotroof op hout van loombomen en -struiken.

## Kenmerken
Sporocarpen en/of plasmocarpen staan individueel of in groepjes. De vorm is zijn kussenvormig of van bovenaf gezien rond, elliptisch en onregelmatig in omtrek en zelden ingezonken. Ze heben een diameter van 2 tot 10 mm. De kleur is glanzend beige of grijsbruin. Het hypothallus is onopvallend. Peridium dun vliezig, beigebruin, glad of met een net van kleine mazen, onregelmatig openspringend. Capillitiumdraden zijn in overvloed aanwezig en de meeste in groepen van 2-6. De drden zijn onderling verbonden aan de basis en bovenkant, minutieus verwrongen en soms ook met grotere donkere korrels, elastisch uitzettend. Sporen zijn in bulk lichtgrijs en bij doorvallend licht beige van kleur. De sporen hebben een diameter van 7 tot 9 µm. Ze zijn bezet met een kleinmazig netwerk onderbroken door een kleine kiempore. Het plasmodium is wit of roze.

## Verspreiding
De soort komt vrij zeldzaam voor in Nederland.